# Volksabstimmungen in der Schweiz 1872
Dieser Artikel bietet eine Übersicht der Volksabstimmungen in der Schweiz im Jahr 1872.
In der Schweiz fand auf Bundesebene eine Volksabstimmung statt, im Rahmen eines Urnengangs am 12. Mai. Es handelte sich dabei um ein obligatorisches Referendum.

## Abstimmung am 12. Mai 1872

### Ergebnis
| Nr. | Vorlage                            | Art | Stimm- berechtigte | Abgegebene Stimmen | Beteiligung | Gültige Stimmen | Ja      | Nein    | Ja-Anteil | Nein-Anteil | Stände | Ergebnis |
| --- | ---------------------------------- | --- | ------------------ | ------------------ | ----------- | --------------- | ------- | ------- | --------- | ----------- | ------ | -------- |
| 11  | Totalrevision der Bundesverfassung | OR  | k. A.              | k. A.              | k. A.       | 516'468         | 255'609 | 260'859 | 49,49 %   | 50,51 %     | 9:13   | nein     |

### Totalrevision der Bundesverfassung
Der Wunsch nach Einführung der Zivilehe führte im Parlament zu einer Debatte über eine dafür erforderliche Verfassungsänderung. Diese entwickelte eine Eigendynamik und setzte einen Prozess in Gang, an deren Ende die mögliche Totalrevision der seit 1848 bestehenden Bundesverfassung stand. Mit dieser sollten zahlreiche Forderungen der Freisinnigen und insbesondere der Demokraten erfüllt werden. Dazu gehörten ein zentralistischer Staatsaufbau, der Ausbau der Volksrechte, Rechtsvereinheitlichungen aller Art, die Verankerung individueller Freiheitsrechte und – geprägt vom sich zuspitzenden Kulturkampf – die Trennung von Kirche und Staat. Im heftig geführten Abstimmungskampf zeigte sich bald, dass die Revisionsbefürworter mit ihren radikalen Forderungen möglicherweise zu weit gegangen waren. Gegner des Verfassungsentwurfs waren nicht nur romtreue Ultramontane und Katholisch-Konservativen, sondern auch Föderalisten aus verschiedenen politischen Lagern (mit Schwerpunkt in der Romandie). Erstere befürchteten unannehmbare Eingriffe in religiöse Traditionen, letztere eine zu starke Einschränkung der Souveränität der Kantone. Die Befürworter priesen die grossen Errungenschaften ihres Verfassungsentwurfs und betonten, durch die Zentralisierung des Militärs könnten die Kantone das dabei eingesparte Geld für andere Zwecke einsetzen. Eine sehr knappe Mehrheit der Abstimmenden lehnten die Totalrevision ab, während das Ständemehr deutlicher ausfiel.